# La vida es bella
La vida es bella (La vita è bella en italiano) es una película italiana dramática de 1997, escrita, dirigida y protagonizada por Roberto Benigni. Los actores Nicoletta Braschi, Giorgio Cantarini y Giustino Durano completaron el elenco principal, y la participación especial de Marisa Paredes. 
Benigni interpreta a Guido Orefice, un judío italiano dueño de una librería, que debe emplear su fértil imaginación para proteger a su pequeño hijo de los horrores de un campo de concentración nazi. La historia está parcialmente basada en la experiencia real de Rubino Romeo Salmoni, un judío sobreviviente al Holocausto y que narró su experiencia en un libro titulado Al final derroté a Hitler, y en la experiencia del propio padre de Benigni, que pasó dos años en un campo de prisioneros durante la Segunda Guerra Mundial. 
La película fue un éxito comercial y de crítica a nivel internacional, siendo galardonada con varios premios internacionales, destacando el Gran Premio del Jurado del Festival de Cannes, nueve David di Donatello en Italia  y siete nominaciones al Óscar, incluyendo a Mejor película, convirtiéndola en la sexta película de habla no inglesa en recibir dicha nominación, y siendo además la segunda vez que una película italiana compite por el Óscar en la categoría principal desde Il Postino en 1995, así como también una nominación simultánea en la categorías de Mejor película y Mejor película extranjera desde Z en 1969, aunque finalmente solamente ganaría tres estatuillas, en las categorías de Mejor banda sonora, Mejor Actor y Mejor película extranjera en la ceremonia de 1998.

## Argumento
La película comienza con una voz en off diciendo: Esta es una historia sencilla, pero no es fácil contarla. Como en una fábula, hay dolor, y como una fábula, está llena de maravillas y felicidad. 
En 1939, Guido Orefice (Roberto Benigni), un alegre, divertido y carismático joven italiano de origen judío, llega a la casa de su tío Eliseo en Arezzo para trabajar como camarero en su hotel. Allí conoce a una joven y bella profesora llamada Dora (Nicoletta Braschi, esposa en la vida real de Roberto Benigni), de la que se enamora inmediatamente y hace lo posible por conquistarla, llamándola princesa y saludándola alegremente con la frase ¡Buenos días, princesa! cada vez que la ve, aunque resulta que ella es la prometida de un funcionario fascista local llamado Rodolfo.
La primera mitad de la película muestra el cambio político que se está produciendo en el país. Guido imita la forma de caminar de los soldados nazis y parodia sus teorías racistas y pseudocientíficas. Un día, al hotel donde trabaja Guido llega un médico, el doctor Lessing (Horst Buchholz), que enseguida se hace amigo suyo, ya que los dos son aficionados a las adivinanzas y pasan el tiempo planteándoselas el uno al otro. Cuando en el hotel se celebra la fiesta de compromiso de Rodolfo y Dora, Guido llega y le confiesa sus sentimientos por ella. Dora, que nunca ha estado verdaderamente enamorada de Rodolfo, se va con Guido en su caballo. Mientras todo esto ocurre, el avance del fascismo es cada vez más evidente: el negocio de Eliseo y su caballo aparecen frecuentemente cubiertos con pintadas y mensajes antisemitas.
Seis años después, en 1944, Guido y Dora están casados y tienen un hijo, llamado Giosuè (Giorgio Cantarini). A pesar de la guerra y de la ocupación nazi de Italia, siguen siendo felices. Guido abre una librería y Dora continúa con su trabajo como profesora. El día del cumpleaños de Giosuè, Guido, Eliseo y Giosuè son detenidos debido a su origen judío y subidos a un tren rumbo a un campo de concentración. Aunque Dora no es judía, exige subir también al tren para permanecer junto a su familia, pero al llegar al campo, los hombres y mujeres son inmediatamente separados y Eliseo y muchos otros son enviados directamente a las cámaras de gas, ya que no se les considera útiles para trabajar. Guido oculta a su hijo la terrible situación que están viviendo, haciéndole creer que es sólo un juego en el que deben ganar puntos, y el primero que gane 1000 puntos conseguirá un tanque auténtico. También le dice que si llora, pide comida o quiere ver a su madre, perderá puntos, mientras que si se esconde de los guardias del campo ganará puntos extra.
Guido usa esta fantasía para justificar la realidad que les rodea: los guardias los tratan mal porque quieren el tanque para ellos y el número cada vez menor de niños (que están siendo asesinados en las cámaras de gas) se debe a que están escondidos para ganar puntos. Guido consigue convencer a Giosuè para que no quiera marcharse diciéndole que van en cabeza y sólo necesitan un poco más de tiempo para volver a casa con el tanque. A pesar de estar rodeados de horror, tristeza y muerte, Giosuè acaba creyéndolo todo gracias a la convincente historia que le cuenta su padre y a su propia inocencia.
Un día, Guido se encuentra con el doctor que conoció en el hotel, convertido en oficial de las SS, que está eligiendo a los prisioneros que serán enviados a las cámaras de gas. Al ver a Guido, le reconoce y no le envía a las cámaras, y hace que trabaje como camarero en una cena que van a celebrar los altos mandos militares del campo. Guido muestra a su hijo que hay más niños allí, solo que están escondidos, ante la situación de que ya estaba empezando a creer en la teoría de la cruda realidad por pasar días enteros sin ver a ningún niño. En ese instante, llaman a todos a comer y por error ven a Giosuè, teniendo que pasar la prueba de estar en silencio durante toda la cena para no ser descubierto como si fuera una simple prueba más del juego. En un momento de la cena, Guido tiene una charla con el doctor, quien le plantea un nuevo acertijo para que le ayude a resolver, por lo que Guido queda decepcionado debido a que había creído que el doctor iba a ayudarlo a él y a su familia a salir con vida del campo de concentración.
Una noche se observa un gran revuelo en el campo: los alemanes se están retirando ante la llegada de los Aliados porque la guerra ha terminado, pero quieren matar a todos los prisioneros antes de que los aliados les liberen. Guido ordena a Giosuè que se esconda hasta que todo se calme, porque "están a punto de ganar el premio". Mientras, él va en busca de Dora para marcharse todos juntos, pero es sorprendido y fusilado por uno de los guardias. A la mañana siguiente, los alemanes han huido y Giosuè sale de su escondite. De pronto aparece un tanque M4 Sherman, que él cree que es su premio. Son los estadounidenses, liberando el campo. Le recogen y por el camino, entre los prisioneros liberados, Giosuè encuentra a su madre y le comunica que han ganado. 
La voz en off del principio, que resulta ser la de Giosuè adulto, termina diciendo: "Esta es mi historia. Ese es el sacrificio que hizo mi padre. Aquel fue el regalo que tenía para mí".

## Reparto
- Roberto Benigni - Guido Orefice
- Nicoletta Braschi - Dora
- Giorgio Cantarini - Giosuè Orefice
- Giustino Durano - Eliseo Orefice
- Horst Buchholz - Dr. Lessing
- Sergio Bustric - Ferruccio Papini
- Marisa Paredes - Madre de Dora
- Amerigo Fontani - Rodolfo, fascista prometido de Dora
- Pietro De Silva - Bartolomeo, prisionero compañero y amigo de Guido
- Francesco Guzzo - Vittorino
- Raffaella Lebboroni - Elena
- Gil Baroni - Prefecto
- Verena Buratti - Auxiliar alemana
- Aaron Craig - Soldado estadounidense
- Giuliana Lojodice - directora de la escuela
- Alaïs - Auxiliar alemana
- Daniela Fedke - Auxiliar alemana
- Alessandra Grassi - Maestra
- Angelie Alaïs Adell - Auxiliar alemana
- Gina Rovere - Camarera de Dora
- Richard Sammel - Oficial alemán
- Alfiero Falomi - Rey de Italia

### Doblaje
| Actor original    | Actor de doblaje (España) | Actor de doblaje (Hispanoamérica) | Personaje               |
| ----------------- | ------------------------- | --------------------------------- | ----------------------- |
| Roberto Benigni   | Jordi Brau                | Salvador Nájar                    | Guido Orefice           |
| Nicoletta Braschi | Concha Valero             | Cony Madera                       | Dora                    |
| Giorgio Cantarini | Michelle Jenner           | Alondra Hidalgo                   | Giosuè Orefice          |
| Giustino Durano   | Pepe Mediavilla           | Esteban Siller                    | Eliseo Orefice          |
| Amerigo Fontani   | Juan Carlos Gustems       | Alejandro Illescas                | Rodolfo                 |
| Marisa Paredes    | Marisa Paredes            | Anabel Méndez                     | Madre de Dora           |
| Sergio Bustric    | Alberto Mieza             | Salvador Delgado                  | Ferruccio Papini        |
| Pietro De Silva   | Paco Gázquez              | Roberto Mendiola                  | Bartolomeo              |
| Omero Antonutti   | Juan Antonio Bernal       | Carlos Becerril                   | Giosuè Orefice (adulto) |

## Producción
El director Roberto Benigni, quien escribió el guion con Vincenzo Cerami, se inspiró en la historia de Rubino Romeo Salmoni y su libro Al final, le gané a Hitler, que incorpora elementos de ironía y comedia negra. Salmoni era un judío italiano que fue deportado a Auschwitz, sobrevivió y se reunió con sus padres, pero descubrió que sus hermanos habían sido asesinados. Benigni dijo que deseaba conmemorar a Salmoni como un hombre que deseaba vivir de la manera correcta. También basó la historia en la de su padre Luigi Benigni, quien fue miembro del ejército italiano después de que Italia se convirtió en cobeligerante de los Aliados en 1943. Luigi Benigni pasó dos años en un campo de concentración nazi y, para evitar asustar a sus hijos, contó sus experiencias con humor, y descubrió que esto lo ayudó a sobrellevar la situación. Roberto Benigni explicó su filosofía, "reír y llorar viene del mismo punto del alma, ¿no? Soy un narrador: el quid de la cuestión es llegar a la belleza, a la poesía, no importa si eso es comedia o tragedia. Son lo mismo si llegas a la belleza”.

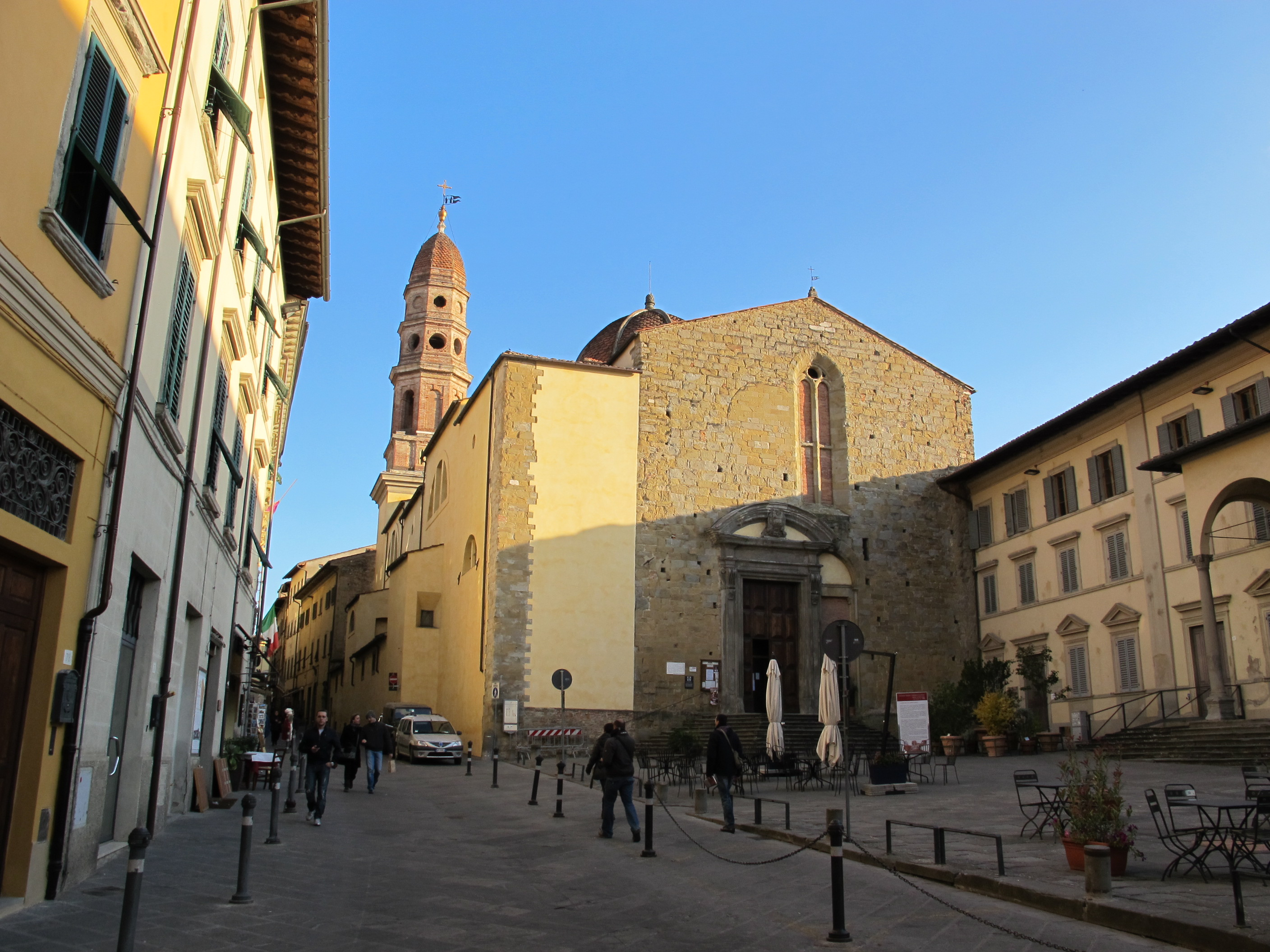
La película se filmó en Arezzo, Toscana, incluso por la Badia delle Sante Flora e Lucilla.

Sus amigos le aconsejaron que no hiciera la película, ya que él es un comediante y no judío, y el Holocausto no era de interés para su audiencia establecida. Debido a que es gentil, Benigni consultó con el Centro de Documentación del Judaísmo Contemporáneo, con sede en Milán, durante toda la producción. Benigni incorporó inexactitudes históricas para distinguir su historia del verdadero Holocausto, sobre el cual dijo que solo los documentales que entrevistan a los sobrevivientes podrían proporcionar "la verdad".
La película se rodó en el centro storico (centro histórico) de Arezzo, Toscana. La escena en la que Benigni se cae de una bicicleta y aterriza sobre Nicoletta Braschi se rodó frente a Badia delle Sante Flora e Lucilla en Arezzo.

## Premios y nominaciones
La vida es bella fue estrenada en el Festival de Cannes, y recibió el Grand Prix por parte del jurado. El reconocimiento lo otorgó el presidente del jurado  Martin Scorsese.
En los Premios Oscar, Benigni fue ganador como Mejor Actor por su interpretación. Además la película obtuvo dos galardones más en la misma ceremonia; a la Mejor Banda Sonora  y a la Mejor Película de Habla no Inglesa. Benigni saltó de alegría al recibir su primer galardón y mencionó "This is a terrible mistake because I used up all my English!" (Este es un gran error porque he agotado todo mi inglés)

### Lista de reconocimientos
| Año                                 | Fecha                       | Categoría                          | Nominado/a                                      | Resultado | Ref(s) |
| ----------------------------------- | --------------------------- | ---------------------------------- | ----------------------------------------------- | --------- | ------ |
| Premios Oscar                       | 21 de marzo de 1999         | Mejor Película                     | Elda Ferri y Gianluigi Braschi                  | Nominados | [ 11 ] |
| Premios Oscar                       | 21 de marzo de 1999         | Mejor Director                     | Roberto Benigni                                 | Nominado  | [ 11 ] |
| Premios Oscar                       | 21 de marzo de 1999         | Mejor Actor                        | Roberto Benigni                                 | Ganador   | [ 11 ] |
| Premios Oscar                       | 21 de marzo de 1999         | Mejor Guion Original               | Roberto Benigni y Vincenzo Cerami               | Nominados | [ 11 ] |
| Premios Oscar                       | 21 de marzo de 1999         | Mejor Película de habla no Inglesa | Italia                                          | Ganadora  | [ 11 ] |
| Premios Oscar                       | 21 de marzo de 1999         | Mejor Edición                      | Simona Paggi                                    | Nominado  | [ 11 ] |
| Premios Oscar                       | 21 de marzo de 1999         | Mejor Banda Sonora                 | Nicola Piovani                                  | Ganador   | [ 11 ] |
| Premios AACTA                       | 1999                        | Mejor Película Extranjera          | Roberto Benigni, Elda Ferri y Gianluigi Braschi | Ganadores | [ 13 ] |
| Premios BAFTA                       | 11 de abril de 1999         | Mejor Película de habla no inglesa | Roberto Benigni, Elda Ferri y Gianluigi Braschi | Nominados | [ 14 ] |
| Premios BAFTA                       | 11 de abril de 1999         | Mejor Guion Original               | Roberto Benigni y Vincenzo Cerami               | Nominados | [ 14 ] |
| Premios BAFTA                       | 11 de abril de 1999         | Mejor Actor                        | Roberto Benigni                                 | Ganador   | [ 14 ] |
| Cannes Film Festival                | 13-24 de mayo de 1998       | Grand Prix                         | Roberto Benigni                                 | Ganador   | [ 10 ] |
| Premios César                       | 6 de marzo de 1999          | Mejor Película Extranjera          | Roberto Benigni                                 | Ganadora  | [ 15 ] |
| Critics' Choice Awards              | 19 de enero de 1999         | Mejor Película                     |                                                 | Nominada  | [ 16 ] |
| Critics' Choice Awards              | 19 de enero de 1999         | Mejor Película Extranjera          | Roberto Benigni                                 | Ganadora  | [ 16 ] |
| Premio David di Donatello           | 1998                        | Mejor Película                     | Roberto Benigni                                 | Ganadora  | [ 17 ] |
| Premio David di Donatello           | 1998                        | Mejor Director                     | Roberto Benigni                                 | Ganador   | [ 17 ] |
| Premio David di Donatello           | 1998                        | Mejor Producción                   | Elda Ferri y Gianluigi Braschi                  | Ganadores | [ 17 ] |
| Premio David di Donatello           | 1998                        | Mejor Guion                        | Roberto Benigni y Vincenzo Cerami               | Ganadores | [ 17 ] |
| Premio David di Donatello           | 1998                        | Mejor Actor                        | Roberto Benigni                                 | Ganador   | [ 17 ] |
| Premio David di Donatello           | 1998                        | Mejor Actor de Reparto             | Sergio Bustric                                  | Nominado  | [ 17 ] |
| Premio David di Donatello           | 1998                        | Mejor Fotografía                   | Tonino Delli Colli                              | Ganador   | [ 17 ] |
| Premio David di Donatello           | 1998                        | Mejor Edición                      | Simona Paggi                                    | Nominada  | [ 17 ] |
| Premio David di Donatello           | 1998                        | Mejor Sonido                       | Tullio Morganti                                 | Ganador   | [ 17 ] |
| Premio David di Donatello           | 1998                        | Mejor Banda Sonora                 | Nicola Piovani                                  | Nominado  | [ 17 ] |
| Premio David di Donatello           | 1998                        | Mejor Diseño de Producción         | Danilo Donati                                   | Ganador   | [ 17 ] |
| Premio David di Donatello           | 1998                        | Mejor Vestuario                    | Danilo Donati                                   | Ganador   | [ 17 ] |
| Premio David di Donatello           | 1998                        | Premio del jurado escolar          | Roberto Benigni                                 | Ganador   | [ 17 ] |
| Premios del cine europeo            | 7 de diciembre de 1998      | Mejor Película                     | Elda Ferri y Gianluigi Braschi                  | Ganadores | [ 18 ] |
| Premios del cine europeo            | 7 de diciembre de 1998      | Mejor Actor                        | Roberto Benigni                                 | Ganador   | [ 18 ] |
| Jerusalem Film Festival             | 1998                        | Mejor experiencia judía            |                                                 | Ganadora  | [ 7 ]  |
| Screen Actors Guild Awards          | 7 de marzo de 1999          | Mejor Interpretación de un elenco  | Todo el Reparto                                 | Nominados | [ 19 ] |
| Screen Actors Guild Awards          | 7 de marzo de 1999          | Mejor Actor Principal              | Roberto Benigni                                 | Ganador   | [ 19 ] |
| Toronto International Film Festival | 10-19 de septiembre de 1998 | Premio del público                 | Roberto Benigni                                 | Ganadora  | [ 20 ] |